# Cerkiew św. Jerzego w Białymstoku
Cerkiew pod wezwaniem św. Jerzego – prawosławna cerkiew parafialna w Białymstoku. Należy ona do dekanatu Białystok diecezji białostocko-gdańskiej Polskiego Autokefalicznego Kościoła Prawosławnego.

## Położenie
Świątynia znajduje się w dzielnicy Nowe Miasto, przy ulicy Kazimierza Pułaskiego 36.

## Historia
W 1996 r. erygowana została parafia św. Jerzego, wydzielona z parafii przy soborze katedralnym w Białymstoku. Pierwszą świątynią parafialną była drewniana cerkiew, przeniesiona z Czyż.
Kamień węgielny pod budowę cerkwi św. Jerzego został poświęcony 15 października 1998 r. przez goszczącego w Polsce patriarchę konstantynopolitańskiego Bartłomieja I. Projekt cerkwi wykonał prof. Jerzy Uścinowicz. Wmurowania kamienia węgielnego dokonał 6 maja 2000 r. biskup białostocki i gdański Jakub. W 2006 r. (po rocznej przerwie w pracach budowlanych, spowodowanej koniecznością uzupełnienia projektu) postawiono pierwsze kopuły i krzyże, poświęcone przez biskupa białostockiego i gdańskiego Jakuba oraz arcybiskupa nicejskiego Pawła.
5 maja 2010 r. arcybiskup białostocki i gdański Jakub dokonał poświęcenia dzwonów. Następnego dnia metropolita warszawski i całej Polski Sawa poświęcił (w asyście arcybiskupa Jakuba) dolną cerkiew, ku czci Opieki Matki Bożej. Po 2010 r. przystąpiono do wykonania tynków i fresków w górnej cerkwi oraz do jej wyposażenia.
W lipcu 2016 r. w cerkwi umieszczono ikonę św. Paisjusza Hagioryty, napisaną przez jego ucznia, mnicha Paisjusza ze Świętej Góry Athos. Uroczystości miały miejsce w dniach 11–12 lipca; część z nich odbyła się pod przewodnictwem  biskupa supraskiego Grzegorza.
21 sierpnia 2016 r. cerkiew odwiedził prawosławny patriarcha Antiochii Jan X.
14 października 2017 r. odbyło się Poświęcenie górnej cerkwi. Uroczystości przewodniczył metropolita warszawski i całej Polski Sawa, w asyście arcybiskupa białostockiego i gdańskiego Jakuba oraz biskupa supraskiego Andrzeja.
22 marca 2020 r. podczas niedzielnego nabożeństwa w cerkwi miała miejsce interwencja policji w związku z naruszeniem przez miejscowych wiernych i duchowieństwo prawosławne narodowej kwarantanny, wprowadzonej przez polski rząd na skutek globalnej pandemii koronawirusa SARS-CoV-2. Ówczesne regulacje przeciwepidemiczne ograniczały maksymalną liczbę uczestników zgromadzeń publicznych i uroczystości religijnych do 50 osób, natomiast w świątyni zgromadziło się ponad 70 wiernych. Zdarzenie to  odbiło się szerokim echem w ogólnopolskich środkach masowego przekazu i było przedmiotem debaty publicznej. Wobec parafii wszczęte zostało wstępne postępowanie wyjaśniające mające na celu skierowanie sprawy do sądu. Był to jeden z dwóch najbardziej rażących przypadków przekroczenia przepisów sanitarnych w województwie podlaskim.
W październiku 2021 r. odbyły się obchody jubileuszu 25-lecia powstania parafii, podczas których została m.in. odsłonięta plenerowa wystawa fotografii na ogrodzeniu cerkwi prezentująca ćwierćwiecze historii tego miejsca.

## Architektura

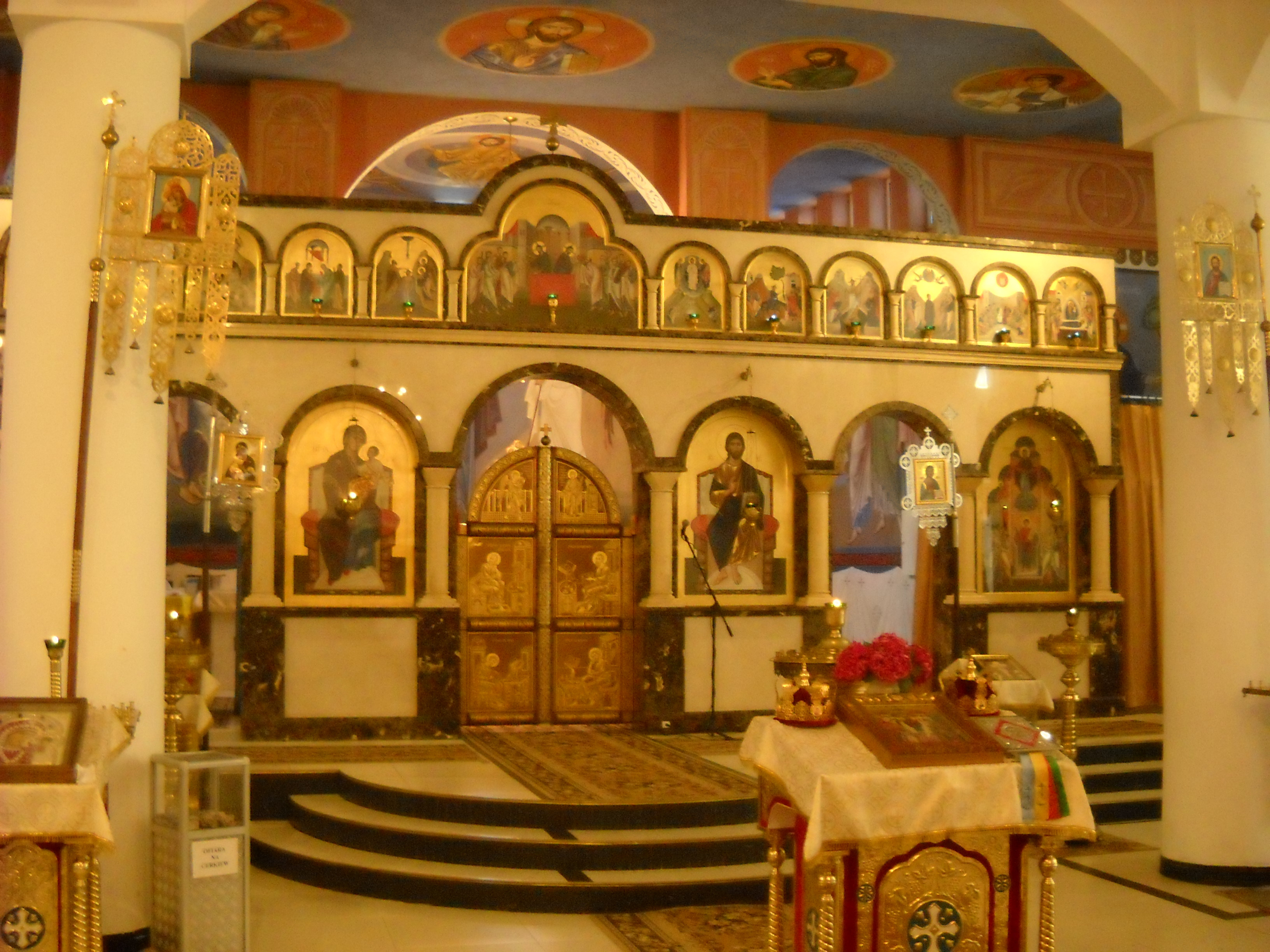
Wnętrze dolnej cerkwi

Cerkiew św. Jerzego jest obiektem murowanym, dwukondygnacyjnym, utrzymanym w stylu nowoczesnym z wyraźnymi nawiązaniami do tradycyjnej architektury rosyjsko-bizantyjskiej.
Świątynię wieńczy pięć cebulastych kopuł, pokrytych złoconymi arkuszami blachy.

### Część górna
W górnej cerkwi znajdują się dwa ołtarze: główny, dębowy (umieszczony w dniu konsekracji cerkwi, 14 października 2017 r.) oraz boczny, noszący wezwanie św. Anatola Męczennika (ufundowany przez ks. Anatola Siegienia). Obydwa ikonostasy zaprojektował oraz znajdujące się w nich ikony napisał ikonograf Jarosław Wiszenko. Wewnętrzne ściany zdobią freski, również autorstwa Jarosława Wiszenki. Rzeźby do carskich wrót wykonał Wiaczesław Szum z Siemiatycz. Panikadiło zaprojektowała dr Tatiana Misijuk, natomiast projekt granitowej posadzki wykonał budowniczy cerkwi, prof. Jerzy Uścinowicz.
W górnej świątyni znajdują się też – sprowadzone z Góry Athos – relikwie św. Barbary oraz ikona św. Paisjusza Hagioryty.

### Część dolna
W dolnej cerkwi, noszącej wezwanie Opieki Matki Bożej, znajduje się marmurowy ołtarz i ikonostas. Prezbiterium zdobią freski, wykonane przez Joannę i Jarosława Jakimczuków. Ci sami ikonografowie zaprojektowali ołtarz, ikonostas oraz napisali do niego ikony. W jednej z nich – Świętych Męczenników Wileńskich Antoniego, Jana i Eustachego – znajdują się relikwie przedstawionych świętych. W dolnej świątyni znajduje się też ikona Trzech Świętych Hierarchów (Bazylego Wielkiego, Grzegorza Teologa i Jana Złotoustego), która również zawiera relikwie przedstawionych świętych.

## Otoczenie
Obok cerkwi znajduje się odsłonięty 6 maja 2021 r. chaczkar z tablicami upamiętniającymi rzeź Ormian dokonaną przez Imperium Osmańskie w latach 1915–1917. Monument ufundowała społeczność ormiańska należąca do miejscowej parafii.